# Rafaela (1977)
Rafaela é uma telenovela venezuelana produzida por  José Enrique Crousillat e exibida pela Venevisión em 1977.
A trama é original de Delia Fiallo. 
Foi protagonizada por Chelo Rodríguez e Arnaldo André  e antagonizada por Haydée Balza.

## Enredo
Rafaela Martínez é uma mulher humilde que sempre lutou para alcançar seu sonho de estudar medicina. Sua mãe, Caridad Martínez, é uma mulher pobre, ignorante e promiscua, que teve seis filhos de homens diferentes. Seus filhos tem diferentes personalidades e cada um luta nesse ambiente de pobreza, uns pelo caminho do bem e outro pela delinquência.
Rafaela ama sua mãe, mas a vida que leva é muito difícil. Rafaela faz seu internado profissional em um prestigioso hospital cujo diretor é o doutor Rafael de la Vega, seu pai. Este médico milionario, que engravidou a Caridad sem que ele soubesse, vive com remordimentos por não haver sabido que Rafaela existoa, por isso quer reconciliar-se com sua filha, já que esta sente um remordimento ao pensar que seu pai abandonou a sua mãe. Está casado com uma mulher de caráter forte e muito orgulhosa. Ambos tem uma filha que é muito tímida. Esta conhece a Rafaela e a seu irmão Chucho.
Rafaela enfrenta seu pai e expressa todo seu desprezo. No hospital vem trabalhar um mulherengo doutor, José María Baéz que se apaixona por Rafaela. Esta o despreza, já que vive assustada por ter o mesmo destino que sua mãe e menospreza os homens. No entanto, José María consegue deixá-la apaixonada. Ele se apaixona verdadeiramente por Rafaela, mas sua felicidade se vê ameaçada ao chegar ao país a esposa de José María, Mireya, a que ele abandonou quando faleceu o filho de ambos. Mireya o culpa da morte da criança. Se une a esposa de Rafael para separá-los e assim ela poder reconquistá-lo.

## Elenco
- Chelo Rodríguez .... Rafaela Martínez
- Arnaldo André .... José María
- Haydée Balza .... Mireya
- Raúl Xiqués .... Rafael de la Vega
- Ana Castell
- Caridad Canelón
- Betty Ruth
- Elluz Peraza
- Franklin Vírgüez
- Henry Galué
- Herminia Martínez
- José Luis Silva
- Leopoldo Regnault
- Miriam Ochoa
- Omar Omaña